# نوفيل تييري
نوفيل تييري مواليد 16 يونيو 1988، هو سائق راليات بلجيكي. بدأ مسيرته في سنة 2008. كان أول رالي له هو رالي فنلندا 2008. تسابق في بطولة العالم للراليات. نافس في رالي التحدي عبر القارات. فاز بـ سباق رالي واحد. صعد على المنصة 12 مرة خلال مسيرته.

## فرق مثلها
- فريق فورد للراليات

## روابط خارجية
- نوفيل تييري على موقع DriverDB.com (الإنجليزية)
- نوفيل تييري على موقع Rallye-info.com (الإنجليزية)
- نوفيل تييري على موقع eWRC-results.com (الإنجليزية)